# Viktor Kästner
Viktor Kästner (Kerc, 1826. december 30. – Nagyszeben, 1857. augusztus 29.) erdélyi szász költő, Daniel Kästner fia.

## Életpályája
Nagyszebenben elvégezte a gimnáziumot és a jogot, majd pénzügyi pályára lépett. Erdélyi szász tájnyelven írt költeményeit csak halála után nyomtatták ki. Versei közül több is népdallá vált; ezekben a szász tájszólás sajátságos kifejezései és fordulatai jelennek meg. Legnépszerűbb balladája a Bräutigams Tod szintén a népköltészetben gyökerezik.

## Művei
- Gedichte in siebenbürgisch-sächsischer Mundart, nebst freier metrischer Uebersetzung in das Hochdeutsche. Hermannstadt, 1862. Ennek bevezetője az Über volkssprache und Mundarten, namentlich die siebenbürgischsächsische und deren Eignung für die Poesie.
- Kéziratban maradt gyűjtése: szász tájszólások, mondások és költemények